# Karya Sari
Karya Sari is een bestuurslaag in het regentschap Tabanan van de provincie Bali, Indonesië. Karya Sari telt 1731 inwoners (volkstelling 2010).